# Wasserberndorf
Wasserberndorf (fränkisch: (Wassa-)Bändorf)  ist ein Gemeindeteil des Marktes Geiselwind im unterfränkischen Landkreis Kitzingen in Bayern. Die Gemarkung Wasserberndorf hat eine Fläche von 6,530 km². Sie ist in 813 Flurstücke aufgeteilt, die eine durchschnittliche Fläche von 8032,01 m² haben. In ihr liegen neben dem namensgebenden Ort die Gemeindeteile Hohnsberg, Hutzelmühle und Seeramsmühle und die Wüstung Wüstenherberg.

## Geografische Lage
Das Dorf liegt an der Reichen Ebrach, die hier eine Kette von Weihern speist. Die Staatsstraße 2260 führt nach Aschbach (2,7 km östlich) bzw. an der Hutzelmühle und Weingartsmühle vorbei nach Geiselwind (4 km westlich). Es gibt dort eine Anschlussmöglichkeit an die Bundesautobahn 3, die unweit südlich parallel zur St 2260 verläuft. Die Kreisstraße KT 49 führt nach Holzberndorf (0,5 km nördlich). Eine Gemeindeverbindungsstraße führt die A 3 unterquerend nach Sixtenberg (1,3 km südlich). Ein Wirtschaftsweg führt zur Lohmühle (1,2 km westlich).

## Geschichte

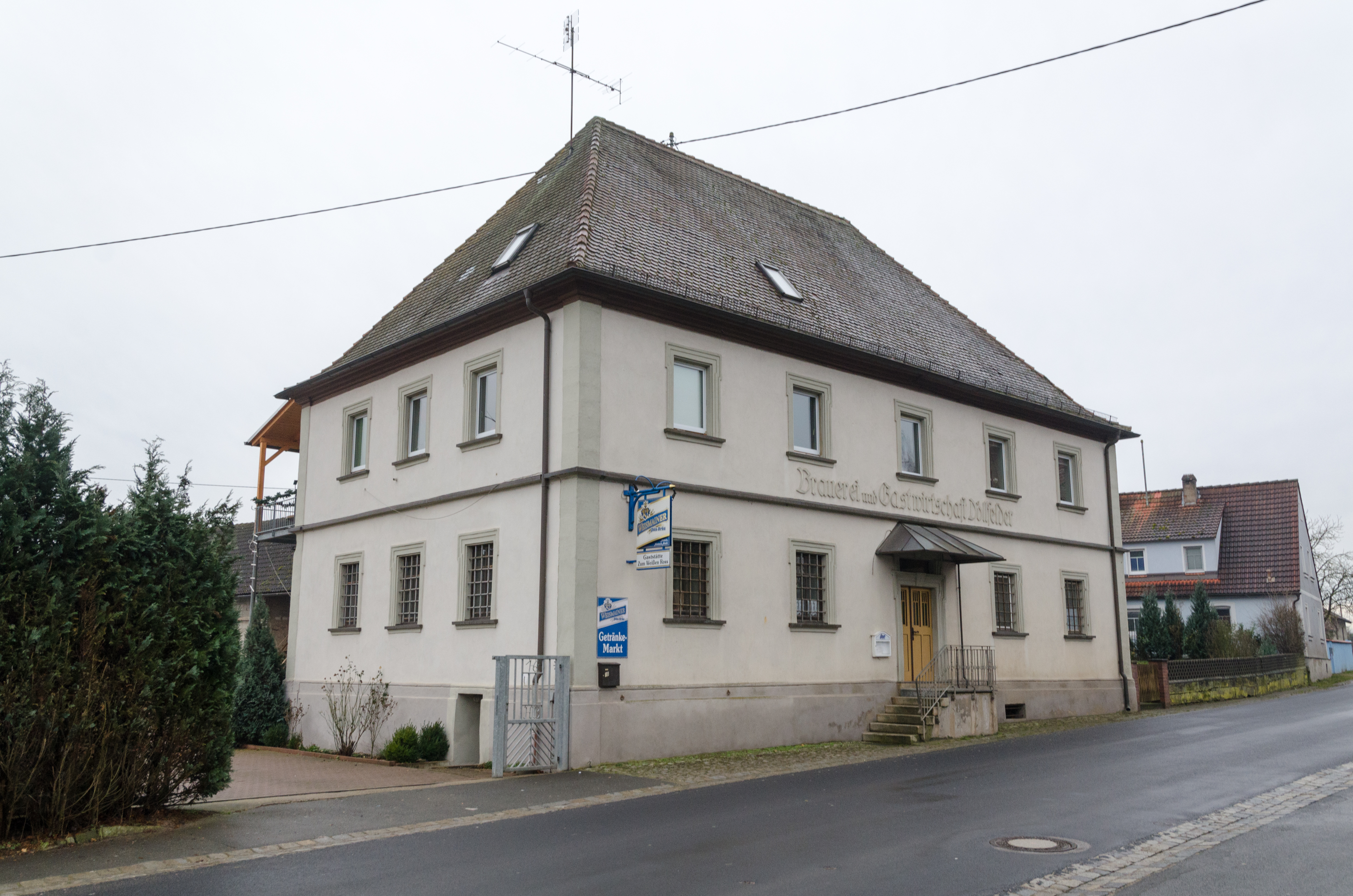
Der ehemalige Brauereigasthof

Der Ort wurde im Jahr 1244 als „Bebendorf“ erstmals urkundlich erwähnt. Das Grundwort -dorf wurde bei Gründung vor dem Jahr 900 häufig verwendet. Wahrscheinlich war der Ort damals ein Teil des ausgedehnten karolingischen Königsbezirks, der in der Folgezeit aufgelöst wurde. Das Bestimmungswort ist ein Personenname, Babo oder Bebo. Das Präfix Wasser erhielt das Dorf in späterer Zeit wegen der vielen Seen in seiner Umgebung und der Lage am Fluss.
Im Jahr 1244 übergab der Würzburger Bischof Hermann I. von Lobdeburg seinem Untertan Heinrich Muphelger eine Hube und eine Mühle im Dorf als Lehen. In dieser Urkunde wurde auch ein „Hermann de Bebendorf“ als Zeuge vermerkt. Wahrscheinlich saß die Familie zu Bebendorf als Ortsadel in einem befestigten Stammsitz inmitten des Ortes. Die Familie wurde nur in dieser Urkunde erwähnt.
Im Jahr 1293 veräußerte Graf Heinrich II. zu Castell eine Wiese in „Bebindorf“ an die Würzburger Johanniter. Die Verbindung mit den nahen Seen spiegelte sich 1309 erstmals in der Bezeichnung des Ortes wider. Die Grafen Rupert und Hermann II. zu Castell übergaben ihrem Lehensmann C. Ortolve ein „gut ze Bebendorf an den wazzere“. 1357 erhielt Eckhart von Crailsheim den Zehnt von „Bebenburg an dem Wasser“ als Lehen der Hohenloher. Noch 1364 saßen dort die Crailsheimer. 
Ab 1381 war Wasserberndorf einer der Zollorte in der Umgebung der königlichen Stadt Prichsenstadt, die von Karl IV. gegründet worden war. Das Zollhaus wurde im 18. Jahrhundert geschleift. Im Jahr 1407 war auch das Zisterzienserkloster Ebrach in „Bebendorf iuxta aquam“ (Berndorf bei dem Wasser) begütert, zu diesem Zeitpunkt gab es auch eine Mühle im Dorf. Nach 1413 kamen wiederum die Casteller in den Besitz des Zehnts und verliehen ihn an Linhart Pebendorffer.
In der zweiten Hälfte des 15. Jahrhunderts nahm der Einfluss der Herren von Crailsheim im Ort wieder zu. So verkaufte Ebrach seine Güter und Rechte an die Adelsfamilie. 1471 verkaufte auch Magdalena von Vestenberg, Witwe des Hans von Vestenberg, ihren Besitz an die Crailsheimer. Deshalb ist 1479 Jörg von Crailsheim als alleiniger Zehntherr in „Wasserberndorff“ nachgewiesen.
Zwischen 1572 und 1669 war Wasserberndorf ein castellisches Lehen in den Händen der Herren von Crailsheim. Wirtschaftlich war das Dorf damals von der Schafzucht geprägt. Bis 1804 hielten die Markgrafen von Brandenburg-Ansbach das Lehen. Noch 1807 wurde der Ort „Wasserbebendorf“ genannt.
Im Jahre 1806 kam Wasserberndorf zum Königreich Bayern. Im Rahmen des Gemeindeedikts wurde Wasserberndorf dem Steuerdistrikt Münchhof zugeordnet. Mit dem Zweiten Gemeindeedikt (1818) entstand die Ruralgemeinde Wasserberndorf. Zu dieser gehörten Hohnsberg, Holzberndorf, Hutzelmühle, Lohmühle, Seeramsmühle und Sixtenberg. Sie war in Verwaltung und Gerichtsbarkeit dem Herrschaftsgericht Burghaslach zugeordnet und in der Finanzverwaltung zunächst dem Rentamt Scheinfeld, nach dessen Auflösung im Jahr 1818 dem Rentamt Iphofen. Am 20. Februar 1823 kamen Burggrub und Neugrub vom Landgericht Burgebrach zur Gemeinde Wasserberndorf hinzu. Vor 1840 kam die Gemeinde Wasserberndorf zum Herrschaftsgericht Schwarzenberg, während Sixtenberg an die Gemeinde Freihaslach abgegeben wurde und Holzberndorf eine eigene Gemeinde bildete. 1852 kam Wasserberndorf an das Landgericht Scheinfeld. Für die Verwaltung war ab 1862 das Bezirksamt Scheinfeld zuständig (1939 in Landkreis Scheinfeld umbenannt) und für die Finanzverwaltung ab 1879 das Rentamt Markt Bibart (1919–1929: Finanzamt Markt Bibart, seit 1929: Finanzamt Kitzingen). Die Gerichtsbarkeit blieb bis 1879 beim Landgericht Scheinfeld, von 1880 bis 1972 war das Amtsgericht Scheinfeld zuständig, seitdem ist es das Amtsgericht Kitzingen. 1964 hatte die Gemeinde eine Gebietsfläche von 8,574 km². Am 1. Januar 1972 wurde Wasserberndorf im Zuge der Gebietsreform in Bayern nach Geiselwind eingemeindet.

### Einwohnerentwicklung
Gemeinde Wasserberndorf
| Jahr      | 1818  | 1840   | 1852   | 1855   | 1861   | 1867   | 1871   | 1875   | 1880   | 1885   | 1890   | 1895   | 1900   | 1905   | 1910   | 1919   | 1925   | 1933   | 1939   | 1946   | 1950   | 1952   | 1961   | 1970   |
| Einwohner | 387   | 386    | 364    | 382    | 397    | 393    | 407    | 402    | 402    | 394    | 401    | 402    | 389    | 381    | 380    | 398    | 391    | 365    | 349    | 522    | 475    | 443    | 371    | 362    |
| Häuser    | 68    | 60     |        |        |        |        | 62     |        |        | 63     | 64     |        | 62     |        |        |        | 72     |        |        |        | 74     |        | 80     |        |
| Quelle    | [ 7 ] | [ 14 ] | [ 15 ] | [ 15 ] | [ 16 ] | [ 17 ] | [ 18 ] | [ 19 ] | [ 20 ] | [ 21 ] | [ 22 ] | [ 15 ] | [ 23 ] | [ 15 ] | [ 24 ] | [ 15 ] | [ 25 ] | [ 15 ] | [ 15 ] | [ 15 ] | [ 26 ] | [ 15 ] | [ 10 ] | [ 27 ] |

Ort Wasserberndorf
| Jahr      | 001818 | 001840 | 001861 | 001871 | 001885 | 001900 | 001925 | 001950 | 001961 | 001970 | 001987 |
| Einwohner | 150    | 154    | *190   | 149    | 142    | 138    | 180    | 221    | 172    | 162    | 184    |
| Häuser    | 29     | 23     |        |        | 23     | 24     | 28     | 36     | 39     |        | 47     |
| Quelle    | [ 7 ]  | [ 14 ] | [ 16 ] | [ 18 ] | [ 21 ] | [ 23 ] | [ 25 ] | [ 26 ] | [ 10 ] | [ 27 ] | [ 28 ] |

## Kultur und Sehenswürdigkeiten

### Baudenkmäler
Ein Wohnstallhaus des 18. Jahrhunderts mit Walmdach und Fachwerkobergeschoss und der ehemalige Brauereigasthof sind sehenswert.

### Sage
Ursprünglich standen zwischen Wasserberndorf und der Hutzelmühle drei Steine. Dort sollen sich laut einer Sage drei Jungfern im Streit erschlagen haben, als sie zum Spinnen in die Lohmühle bei der Hutzelmühle aufgebrochen waren. Dort sah einmal ein Mann ein „Ding“ fliegen, als er auf dem Weg nach Geiselwind war. Es begleitete ihn bis zur Weingartsmühle und war so dick wie drei Männer nebeneinander. Eine weitere Erzählung verlegt das Erscheinen eines Reiters ohne Kopf an die drei Steine.

## Bildung
Wasserberndorf liegt heute im Sprengel der Drei-Franken-Grundschule im Hauptort Geiselwind. Ab der 5. Klasse besuchen die Kinder die Nikolaus-Fey-Mittelschule in Wiesentheid. Weiterführende Schulen können mit der Mädchenrealschule in Volkach, der Realschule in Ebrach und mit der Realschule in Dettelbach besucht werden. Gymnasien gibt es in Münsterschwarzach (Egbert-Gymnasium), Volkach-Gaibach (Franken-Landschulheim Schloss Gaibach), Wiesentheid (Steigerwald-Landschulheim) und Kitzingen (Armin-Knab-Gymnasium). Bereits in Mittelfranken liegt das Gymnasium Scheinfeld.

## Religion
Wasserberndorf ist seit der Reformation evangelisch-lutherisch geprägt und bis heute nach St. Laurentius (Füttersee) gepfarrt.